# Termitomyces globulus
Termitomyces globulus är en svampart som beskrevs av R. Heim & Gooss.-Font. 1951. Termitomyces globulus ingår i släktet Termitomyces och familjen Lyophyllaceae.   Inga underarter finns listade i Catalogue of Life.